# Паули, Владислав Львович
Владислав Львович Паули (1885 — 1955) — русский и советский гидробиолог, профессор Харьковского университета, директор Карадагской биологической станции.

## Биография
Родился в 1885 году. В 1923 году изучал морскую палеофауну в отложениях Керченского полуострова. Кафедра медицинской биологии в Харьковском институте народного образования (так назывался Харьковский университет) была основана в 1926 году. В первые годы ей по очереди руководили профессора О. М. Никольский, В. Л. Паули и В. Ф. Рубашкин. Паули организовал в Харьковском институте народного образования морское направление гидробиологических исследований и первым начал читать в 1926 году курсы гидробиологии и гидрофауны. В Харьковском университете В. Л. Паули позднее возглавлял кафедру гидробиологии. Им была организована в университете специализация в области гидробиологии. Одновременно с работой в Харькове с 1929 по 1933 год был директором Карадагской биологической станции. Он исследовал фауну беспозвоночных Чёрного моря. При нём впервые с 1918 года в 1930 году был возобновлён выпуск сборника Труды Карадагской научной станции. Потом В. Л. Паули работал в Керчи и на Севастопольской биологической станции, где заведовал отделом обрастаний. После Великой Отечественной войны Владислав Львович вместе с женой Миной Айзиковной Долгопольской, также биологом, несколько раз приезжал на Карадаг. Умер в 1955 году.
Памяти своего первого учителя по морской гидробиологии профессора В. Л. Паули профессор К. А. Виноградов посвятил свою книгу "Очерки по истории отечественных гидробиологических исследований на Чёрном море " (Киев: Изд-во АН УСРР, 1958. — 156 с.).
Коллекция палеофауны В. Л. Паули была передана вдовой Одесскому университету, где хранится в зоологическом, а частью в палеонтологическом музеях.